# Basilio Toro Liesa
Basilio Jesús Modesto Toro Liesa (Barbastro, Huesca, 14 de junio de 1894 – ibídem, 10 de diciembre de 1973) fue un músico español perteneciente a la Orden Hospitalaria de San Juan de Dios.

## Biografía
Atacado de viruela confluente, quedó ciego en 1898. Ingresó en el Asilo Hospital de San Juan de Dios de Barcelona, ubicado en Les Corts, el 19 de marzo de 1903. Allí había una escuela de música para ciegos, dirigida por el músico francés Charles Jouseaux. Estudió con él solfeo, armonía, piano y órgano; también estudió violín con José Espinosa, profesor en el Liceo de Barcelona, y contrapunto y fuga con Fr. Protasio Cubells, O. H. 
Ya en 1911 desempeñó el cargo de organista del Sanatorio Siquiátrico de San José de Ciempozuelos (Madrid). En 1913 obtuvo también el cargo de organista, además del de director del coro de tiples en el Hospital - Asilo de San Rafael de Madrid, desde donde pasó, el 14 de abril de 1919, a desempeñar el mismo cargo en el Sanatorio de Nuestra Señora de Montserrat de San Baudilio de Llobregat. Aquí estuvo trabajando toda su vida, hasta que se jubiló, a principios de los años 70.
En 1971 volvió a su ciudad natal, ingresando  el 20 de octubre en la Residencia de las Hermanitas de los Ancianos Desamparados de la misma. Dos años más tarde, el día 10 de diciembre de 1973, falleció a la edad de 79 años, a causa de una hemorragia cerebral. Fue enterrado en el cementerio de Barbastro.

## Obras (selección)
- Misa al Santo Niño Jesús de Granada, a solo y coro
- Misa en honor de Nuestra Señora de la Merced
- 3 Sacris solemniis a 1, 2 y 3 voces
- Tamtum ergo a 3 voces
- Laudate a 2 voces
- Venite ad me omnes
- Cánticos a la Santísima Virgen
- 2 Motetes
- Gozos
- Himnos
- Antífonas